# Calamus dransfieldii
Calamus dransfieldii là loài thực vật có hoa thuộc họ Arecaceae. Loài này được Renuka mô tả khoa học đầu tiên năm 1987.